# Willy Marshall
Willy Marshall là một chính trị gia Libertarian người Mỹ và trở thành thị trưởng đồng tính công khai đầu tiên ở Utah khi ông được bầu vào năm 2001 để làm thị trưởng của thị trấn Big Water, Utah.
Để tuân thủ các nguyên tắc tự do của mình, Marshall đã bãi bỏ tiền lương của thành phố. Ông cũng cắt giảm thuế thành phố 50% và cố gắng phi pháp hóa cần sa. Chính quyền quận đã ngăn chặn việc thực hiện đầy đủ việc phi hạt nhân hóa.
Marshall vận động không thành công từ năm 1982 đến 1996 để bầu làm thành viên của Hạ viện Utah, Thượng viện Utah và Hạ viện Hoa Kỳ trước chiến dịch thị trưởng của ông năm 2000.